# 日本小舌石蛾
日本小舌石蛾（学名：Agapetus japonicus）为舌石蛾科舌石蛾屬下的一个种。